# Václav Antonín Crha

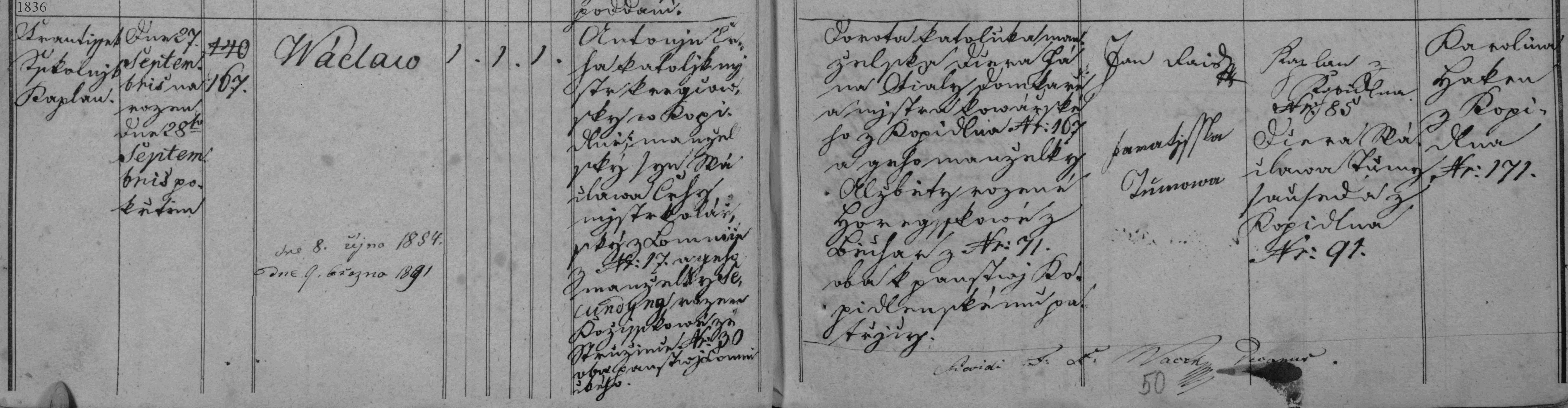
matriční zápis o narození a křtu Václava Antonína Crhy (matrika N index N 1832-1844 Kopidlno (SOA Zámrsk))

Václav Antonín Crha, také Wenzl Anton Crha (27. září 1836 Kopidlno – 8. září 1905 Třebechovice pod Orebem) byl český novinář, redaktor, spisovatel, básník, překladatel a literární kritik .

## Život a činnost
Narodil se v rodině krejčího Antonína Crhy v Kopidlně. Vystudoval gymnázium v Hradci Králové a poté filozofickou fakultu v Praze. Pracoval v redakcích různých novin a časopisů v Čechách, jako byly například Národní listy, Pražské noviny, Pozor, Národ atd. Od roku 1869 pak vedl na Moravě česky psaný vládní deník Morava (později přejmenován na Moravan). Ač původem Čech a český vlastenec, postupně změnil svůj světonázor a začal na stránkách Moravy/Moravanu ostře vystupovat proti českému státoprávnímu programu a zastávat se samostatnosti Moravy, ovšem v rámci habsburského Rakouska-Uherska. Užší spojení zemí České koruny odmítal, i jen obnovení generálních sněmů, jak byly známy z dob Karla IV. („čeští křiklouni a husité“ prý jen hledí, jak by „moravskou zemi učinili (svou) podnoží“). Zdůrazňoval rovnoprávné postavení Moravy a Slezska s Čechami a jejich vzájemně nezávislý vztah. Na podporu svých tvrzení používal jak hospodářské argumenty, tak poukazoval na rozdílnou historii, tradice i údajné lepší vlastnosti obyvatel Moravy oproti obyvatelům Čech. Jeho kampaň vzbudila ve vlasteneckých kruzích odpor a pohrdání, jím redigovaný deník byl posměšně přezdíván „Mrva“ a on sám se stal terčem karikatur.

### Rodina
28. září 1863 se v Jičíně oženil s Amálií Budilovou z Jičína (1843–po 1900). Od roku 1869 bydleli v Praze. Jejich jediný syn František zemřel v necelých dvou letech.

## Tvorba
Jako spisovatel psal zejména historické povídky a romány a básně – též pod pseudonymem Arnošt Volný. Crha sám se stal předlohou románu Chrt spisovatele Václav Kosmáka, kde je vylíčen nelichotivě.

## Dílo
- Májový sen (básně), 1862
- Kusy mého srdce (básně)